# Shitload of Money
Shitload of Money è il secondo singolo estratto dall'album Stones Grow Her Name e tredicesimo del gruppo musicale finlandese Sonata Arctica, pubblicato dalla Nuclear Blast il 24 agosto 2012.

## Tracce
Testi e musiche di Tony Kakko.
1. Shitload Of Money (Radio Edit) – 3:54
2. Shitload Of Money (Album Version) – 4:52

## Formazione
- Tony Kakko - voce
- Elias Viljanen - chitarra
- Henrik Klingenberg - tastiera
- Tommy Portimo - batteria
- Marko Paasikoski - basso